# Deze nacht
Deze nacht is een nummer van de Nederlandse muzikant Thijs Boontjes uit 2020. Het nummer is een Nederlandstalige bewerking van All Night Long (All Night) van Lionel Richie.
Boontjes liet "Deze nacht" voor het eerst horen bij de ochtendshow Sanders Vriendenteam op NPO 3FM. Vanwege enthousiaste reacties besloot Boontjes een studioversie van het nummer op te nemen en op single uit te brengen. Het nummer behaalde de 7e positie in de Nederlandse Tipparade. Hiermee was het Boontjes' eerste hitnotering. Ook in Vlaanderen bereikte het nummer de Tipparade.